# Ludwig Plank
Ludwig Plank (* 28. März 1896 in Hettenkofen; † 30. September 1983 ebenda) war ein deutscher Politiker der CSU. Von 1958 bis 1966 war er Mitglied des Bayerischen Landtags.
Plank besuchte die Volks- und Fortbildungsschule in Michaelsbuch sowie die landwirtschaftliche Winterschule auf Kloster Weltenburg. Im Ersten Weltkrieg war er als Soldat tätig und geriet schwerverwundet in englische Gefangenschaft. 1922 übernahm er das landwirtschaftliche Anwesen seiner Eltern. Schon in jungen Jahren war er in zahlreichen Verbänden engagiert, so auch als Obmann der Jungbauern, des Christlichen Bauernvereins und der Bayerischen Volkspartei. Später zog er in den Gemeinderat von Michaelsbuch ein und beteiligte sich am Aufbau und der Organisation der Molkerei Plattling. 1952 übernahm er das Amt des zweiten Vorsitzenden des Niederbayerischen Zuchtverbandes, später stieg er zum ersten Vorsitzenden der Arbeitsgemeinschaft zur Förderung der Landwirtschaft im Landkreis Deggendorf auf. Darüber hinaus war er Kreisobmann des Bayerischen Bauernverbands und gehörte der Bezirksvorstandschaft Niederbayern, dem Kreistag und dem Kreisausschuss an. Von 1958 bis 1966 vertrat er den Stimmkreis Deggendorf-Stadt und -Land als direkt gewählter Abgeordneter im Bayerischen Landtag.